# Вулиця Ветеранів (Львів)
Вулиця Ветера́нів — вулиця у Шевченківському районі міста Львів, у місцевості Клепарів. Пролягає від вулиці Джерельної до вулиці Клепарівської. Прилучаються вулиці Генерала Олександра Грекова та Базарна.
На ділянці між вулицями Генерала Олександра Грекова та Клепарівською вулиця Ветеранів не має наскрізного проїзду, адже пролягає через колишню територію штабу оперативного командування «Захід» МО України (до 1998 року — штаб Прикарпатського військового округу).

## Історія
Вулиця Ветеранів прокладена у 1885 році, й назвали її так на пошану військових ветеранів, що мешкали неподалік, у Будинку інвалідів, що на вулиці Клепарівській (нині — Львівський державний університет безпеки життєдіяльності).

## Забудова

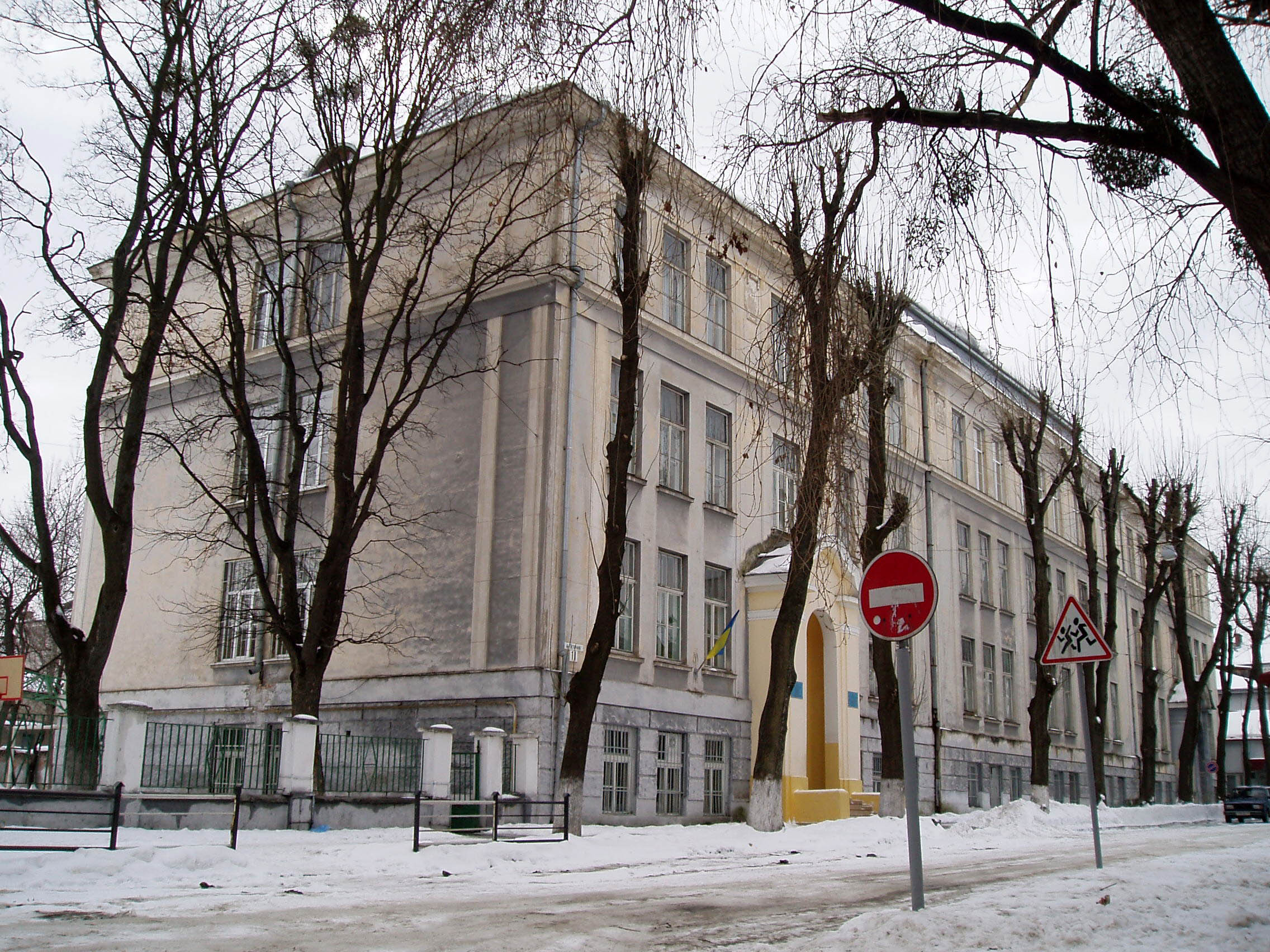
Будівля гімназії «Престиж»

У забудові вулиці Ветеранів переважають дво- та триповерхові будинки кінця XIX — початку XX століття, у стилі класицизм.
Будинок № 2 зведений наприкінці XIX століття. У 1920—1930-х роках у цьому та сусідньому (нинішня вулиця Джерельна, 55а) будинках, на той час — один будинок під адресою вулиця Ветеранів, 2, містилися єврейські філантропічні товариства «Лінас Га-цедек», «Єшивас Ейц Хаїм» та «Ейшел Тора». У дворі між цим та сусіднім (нинішня вулиця Джерельна, 55) будинками у 1896 році була споруджена синагога «Хойреш Ейцім». Синагога зруйнована під час німецької окупації. 
П'ятиповерховий будинок № 5 зведений у 1960-х роках у стилі конструктивізму. У житловому будинку № 6 на часів Польської республіки розміщувалася фабрика мила Наґельберґа.
Будинок № 11 зведений у 1913 році за проєктом архітектора Генріка Заремби. Спершу тут була приватна початкова школа імені Тадеуша Ленартовича. 1919 року у школі було два відділення — чоловіче, яке містилося на першому поверсі будинку та жіноче — на другому поверсі цієї ж будівлі і мали відповідно окремі входи. У 1930-х роках вперше згадується про нумерацію шкіл. Так, чоловіче відділення приватної початкова школи імені Тадеуша Ленартовича стало чоловічою школою № 7, а жіноче — жіночою школою № 26. По війні навчальний заклад у будівлі містилися музично-педагогічне училище № 2 та неповна українська середня школа № 53. Пізніше школа стала середньою спеціалізованою школою № 53 з поглибленим вивченням англійської мови. Згідно з ухвалою сесії Львівської міської ради та розпорядження голови Львівської обласної державної адміністрації у 2007 році середня спеціалізована школа № 53 I—III ступенів реорганізована у гімназію «Престиж» з поглибленим вивченням іноземних мов.
Два сусідні з будинком № 11 будинки мають аналогічний номер, але розташовані на закритій військовій території. Це колишні будівлі казарм, зведені у 1895—1899 роках за проєктом архітекторів Альфреда Каменобродського та Наполеона Лущкевича для потреб 95-го полку піхоти та 11-го трайн-дивізіону (транспортного або ж обозного підрозділу 11-го армійського корпусу) у складі сухопутних військ Збройних сил Австро-Угорщини. У 1918—1939 роках дислокувалися підрозділи 26-го полку піхоти та 5-го легкого (польового) артилерійського полку польського армії, у 1940—1941 роках — підрозділи 4-го механізованого корпусу РСЧА. По закінченню війни територія була використана для будівництва комплексу під управління і штаб Прикарпатського військового округу, до складу якого увійшли і цих два будинки.
На розі з вулицею Генерала Олександра Грекова розташована будівля колишнього військового манежу, зведеного у 1889—1891 роках архітектором Юліушем Гохберґером у стилі історизму з використанням декоративних елементів італійського ренесансу для потреб 95-го полку піхоти та 11-го трайн-дивізіону (транспортного або ж обозного підрозділу 11-го армійського корпусу) у складі сухопутних військ Збройних сил Австро-Угорщини. Під час російської окупації Львова у 1914–1915 роках, манеж переобладнали під тимчасовий православний храм.  У 1950-х роках колишній кінний манеж переобладнали на палац спорту спортивного клубу ПрикВО (СКА). Від 1962 року, споруда була домашньою змагальною ареною гандбольної команди СКА, яка виступала у вищій лізі Чемпіонату СРСР. Нині — універсальний спортивний зал навчально-спортивної бази літніх видів спорту